# 糸満馬車軌道
糸満馬車軌道（いとまんばしゃきどう）は、現在の沖縄県那覇市垣花町（国場川の左岸、現在の奥武山公園の北側）と糸満市を結んでいた馬車鉄道、およびその運営会社である。1935年（昭和10年）に休止となり、その後正式に廃止された。

## 路線データ
廃止時点
- 路線距離：垣花 - 糸満 9.3km
- 軌間：762mm
- 駅数：16駅（起終点駅含む）
- 電化区間：なし（全線非電化）

## 運行形態
開業当初は30分間隔で運転され、垣花 - 糸満間を40-60分で結んでいた。

## 歴史
1917年（大正6年）1月に地元の資本家らが那覇 - 糸満間で旅客運送を行う馬車鉄道の起業を出願し、同年10月には特許を受けた。会社は1918年（大正7年）3月に設立され、1919年（大正8年）6月に垣花 - 地覇間が開業。翌1920年（大正9年）5月までに全線が開業した。
1923年（大正12年）には競合路線となる沖縄県営鉄道糸満線が開業するが、同線は迂回ルートであったことから所要時間では糸満馬車軌道と大差なく、経営への影響は軽微だった。しかし、1931年（昭和6年）にバスの運行が始まると利用者が皆無となり糸満からの魚類運搬のみで経営困難となった。軌道や車両の保守も覚束なくなり1935年（昭和10年）9月頃には休業状態で事務所もなくなり再興の見込みもなかったこのように破産状態にある会社に荒れた道路を復旧できるはずもなく、やむなく関係町村の青年団により道路上の軌条を撤去することになった。1939年（昭和14年）11月には正式に廃止された。

### 年表
- 1917年（大正6年）10月22日 特許下付[1]
- 1918年（大正7年）3月25日 糸満馬車軌道設立[4]（1926年（昭和元年）度現在資本金100,000円、払込済み50,000円[1]）
- 1919年（大正8年）
  - 6月12日 垣花 - 地覇間 (2M54C[1]) が開業
  - 7月4日 地覇 - 川尻間 (2M72C[1]) が開業
- 1920年（大正9年）5月1日 兼城 - 地内間 (0M15C) が開業[1]、 あるいは川尻 - 糸満間が開業（全線開業）、川尻駅を廃止
- 1935年（昭和10年）運行を休止
- 1939年（昭和14年）11月29日 廃止許可[5]

## 輸送・収支実績・車両
| 年度 | 輸送人員（人） | 貨物量（トン） | 営業収入（円） | 営業費（円） | 営業益金（円） | その他損金（円） | 支払利子（円） | 客車 | 貨車 |
| ---- | -------------- | -------------- | -------------- | ------------ | -------------- | ---------------- | -------------- | ---- | ---- |
| 1919 | 155,513        |                | 15,779         | 15,471       | 308            |                  |                | 10   |      |
| 1920 | 145,007        |                | 35,431         | 34,993       | 438            |                  | 5,242          | 10   |      |
| 1921 | 155,876        | 38             | 38,129         | 28,803       | 9,326          |                  |                | 10   |      |
| 1922 | 128,784        |                | 32,672         | 27,362       | 5,310          |                  |                | 11   | 3    |
| 1923 | 79,752         | 1,039          | 24,707         | 20,752       | 3,955          |                  | 9,410          | 11   | 3    |
| 1924 | 87,052         | 114            | 22,475         | 19,257       | 3,218          |                  | 6,194          | 11   | 3    |
| 1925 | 68,238         | 613            | 20,570         | 18,363       | 2,207          | 償却金1,750      | 881            | 11   | 3    |
| 1926 | 68,950         | 44             | 20,244         | 19,711       | 533            | 償却金1,567      | 10,291         | 11   | 3    |
| 1927 | 95,709         | 58             | 20,877         | 20,438       | 439            |                  | 25,829         | 11   | 3    |
| 1928 | 102,002        | 45             | 21,002         | 18,363       | 2,639          |                  |                | 11   | 1    |
| 1929 | 102,396        | 33             | 20,183         | 18,169       | 2,014          |                  |                | 11   | 1    |
| 1930 | 101,944        | 33             | 20,069         | 20,048       | 21             |                  |                | 11   | 1    |
| 1931 | 82,403         | 35             | 15,817         | 16,011       | ▲ 194          |                  |                | 11   | 1    |
| 1932 | 70,037         | 62             | 11,325         | 11,833       | ▲ 508          |                  |                | 10   | 1    |
| 1933 | 69,430         | 59             | 9,984          | 10,624       | ▲ 640          |                  |                | 10   | 1    |
| 1934 | 5,520          | 30             | 6,278          | 6,894        | ▲ 616          |                  |                | 9    | 1    |
| 1935 | 営業休止       |                |                |              |                |                  |                |      |      |

- 鉄道院鉄道統計資料、鉄道省鉄道統計資料、鉄道統計資料、鉄道統計各年度版

## 駅一覧
廃止時点
垣花（かちぬふぁな） - 蚊坂（がじゃんびら） - 金城（かなぐしく） - 安次嶺（あんしみ） - 当間（とーま） - 高宮城（たかみやぐしく） - 具志（ぐし） - 地覇（ちーは） - 伊良波（いらは） - 座安（ざあ） - 保英茂（びん） - 翁長（おなが） - 阿波根（あーぐん） - 潮平（すんざ） - 兼城（かねぐしく） - 糸満（いとまん）

## 接続路線
糸満駅：沖縄県営鉄道糸満線